# 益田川ダム
益田川ダム（ますだがわダム）は、島根県益田市、二級河川・益田川の本川中流部に建設されたダムである。
島根県が管理する高さ48メートルの重力式コンクリートダムで、益田川の治水を目的として洪水調節目的に特化された治水ダムである。常用洪水吐きを河床（川の底）部に設置したいわゆる穴あきダム（流水型ダム）の構造を採っており、この種のダムとしては、完成しているダムの中では現在日本最大規模のダムでもある。ダムによって形成された人造湖は、地元からの公募によってひだまり湖と命名された。

## 沿革
益田川は流域の大半を中国山地で占めており、大雨が降ると度々水害をひき起こす河川で流域では過去に幾度となく大きな災害に見舞われてきた。島根県は戦後食糧増産に伴う農地開発において、水害から農地を守ることを目的に農地防災事業を進めていたが、その一環として益田川の支流に農地防災ため池の建設を行った。すなわち1956年（昭和31年）益田川に嵯峨谷ダム（重力式・36.6メートル）を、1959年（昭和34年）馬谷川に大峠ダム（重力式・25.1メートル）を、1965年（昭和40年）波田川に笹倉ダムを完成させ、益田川の治水対策を行っていた。ところが1972年（昭和47年）7月、山陰地方を襲った昭和47年7月豪雨では江の川・太田川を始め中国地方の河川の大半が氾濫、大きな被害を受けた。益田川流域においても益田市を中心に甚大な被害を生じたことから堤防の整備に加えてダムによる洪水調節が必要との結論に達した。
河川管理者である島根県は益田川・三隅川・周布川といった中小河川に洪水調節と不特定利水を目的とした治水ダム群を1973年（昭和48年）に計画し、事業を開始した。この内益田川には高さ42.0メートルの治水ダムを建設する計画を発表した。これが益田川ダムの原型である。

## 補償
だが、ダム建設に伴い水没予定となる益田市久々茂地区や美濃郡美都町では水没対象住民が「ダム建設絶対反対」の立場を崩さず、補償交渉は難航していた。こう着状態が続いていた1983年（昭和58年）7月、山陰地方を襲った豪雨（山陰豪雨）により益田川は過去に例を見ない大洪水となり死者9人、全半壊家屋1,700棟あまりの大きな被害を受けた。こうした山陰豪雨を受けて早期の河川改修が急務となり、ダム計画の見直しを行なった。この改訂案ではダムの高さを当時の計画42.0メートルから10メートルあまり高くする必要が生じたが、新たに水没家屋・耕地が発生することとなったため、地元の同意が得られなかった。
この間三隅川の御部ダムや周布川の大長見ダムといった同時期に計画されたダムが完成、あるいは本体工事に着手し益田川ダムのみが長期化していった。このため、補償交渉における最大の問題であった湛水区域の縮小が必要不可欠とされ、なるべく大きくしない方策としてダムに貯水を行わない穴あきダムとして現在の計画が立案され、1989年（平成元年）には補償基準の調印を行ない本格的にダム建設が進む事となった。計画発表から16年の歳月が流れていた。

## 目的

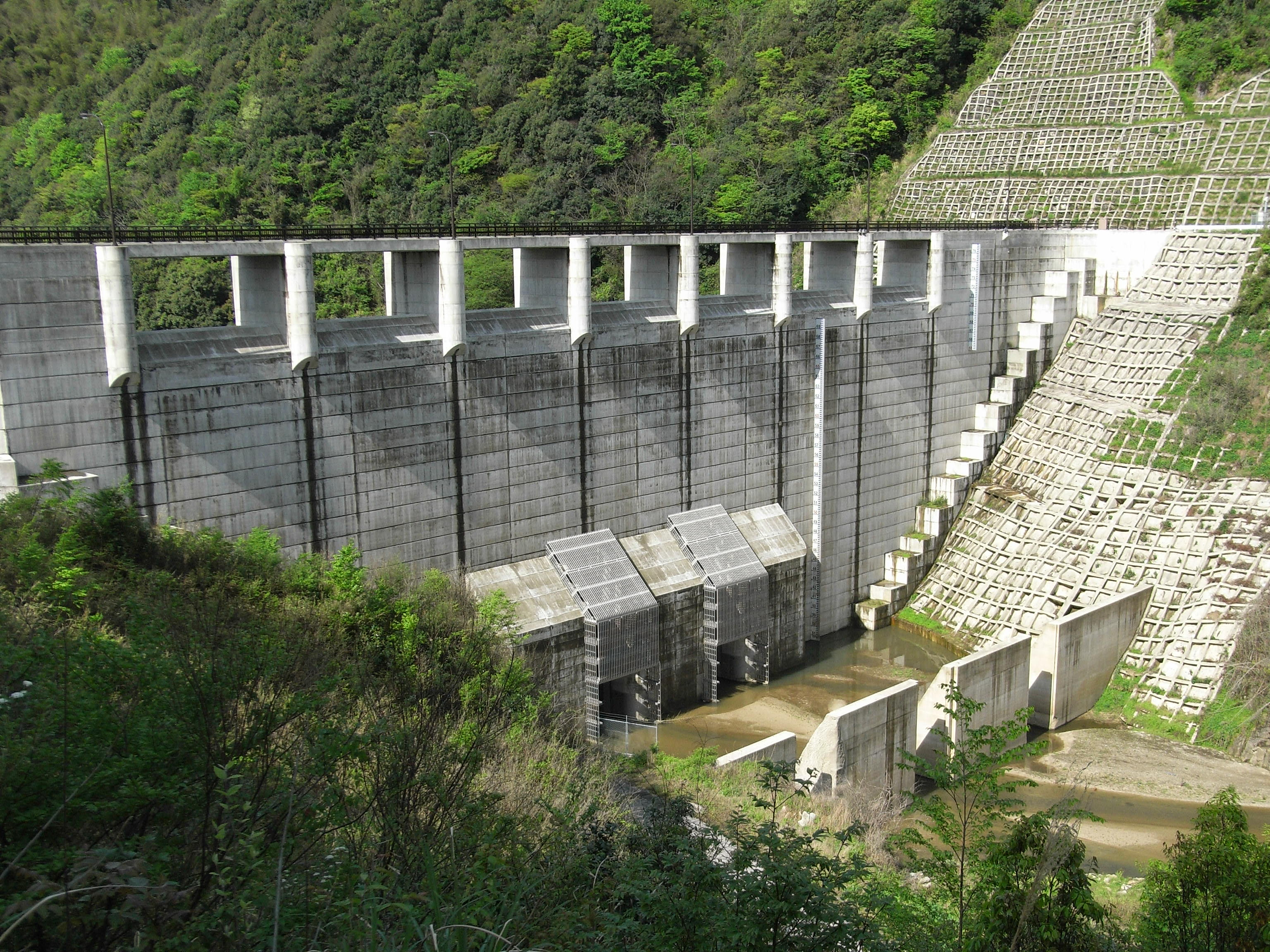
上流部から見た益田川ダム

益田川ダム建設事業は主体である益田川ダム本体と、ダム上流部で益田川に合流する波田川に既に建設された笹倉ダムのダム再開発事業という二つの柱からなる。益田川ダム自体が貯水を行わない穴あきダムとして計画され、不特定利水の目的が外されたことからその代替事業として穴あきダムであった笹倉ダムを貯水するダムとして再開発し、そこから下流の農地に慣行水利権分の農業用水を補給することとした。
本体工事着手は2001年（平成13年）3月、ダム本体は2005年（平成17年）に完成している。ただし、事業としての完成は不特定用水確保のための笹倉ダム再開発事業が完成した2007年（平成19年）となる。計画発表から完成まで34年が経過しており、日本の長期化ダム事業の中では期間が長いダムとなった。なおこの間、湛水範囲であった美濃郡美都町は平成の大合併により、ダムのある益田市と合併している。
益田川ダムの特徴は平常時には全く貯水を行わない穴あきダムであり、通常は河水をそのまま流す。河床部にある常用洪水吐きは計画洪水流量で決められた量を放流するため計算された大きさとし、それより大量の洪水が流入したときには自動的に貯水するシステムとなっている（詳細な説明については穴あきダムを参照のこと）。従ってゲートなどの構造物が無いことから工事費削減にも寄与するほか、ゲートの位置が河床とほぼ同一の高さになっているため魚類の遡上が容易であり、またダムの宿命ともいえる堆砂の処理が極めて簡単であることから、環境に負荷を掛けないダムの構造となっている。

## ひだまり湖

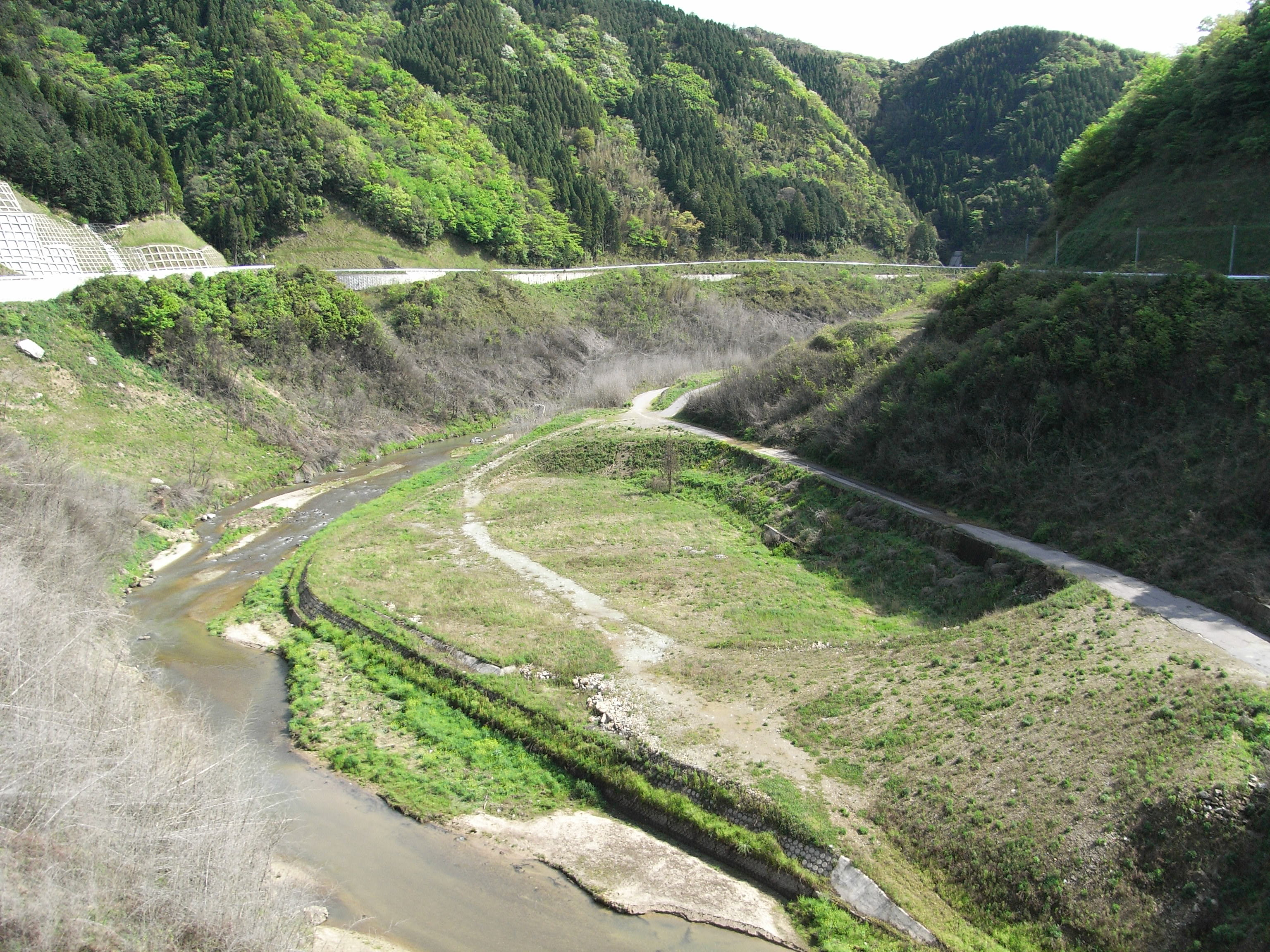
ひだまり湖。通常時は写真のように全く貯水されていない。

ダム湖であるひだまり湖は2005年（平成17年）に愛称の公募によって決定された。一般的なダム湖の姿として貯水が行われたのはダムに貯水を行ってダムや周辺の斜面に影響が無いかどうかを調査する「試験湛水」の時だけであり、通常時は写真の通り空である。従ってダム湖に貯水が行われる時は、過去に例を見ない豪雨が降った時である。周辺にはレクリェーション施設などが建設されており、市民の憩いの場として整備が行われている。

## 参考資料
- 財団法人日本ダム協会 「ダム便覧 2007」:2007年